# Ифат Вайс
Ифат Вайс (на иврит: יפעת וייס) е израелска историчка.

## Биография
Родена е през 1962 година в Хайфа. Завършва история в Хамбургския университет, а през 2000 година защитава докторат в Телавивския университет. През 2001 година основава и оглавява до 2008 година институт за съвременна история на Германия в Университета на Хайфа, след което до 2011 година ръководи историческия факултет на Еврейския университет в Йерусалим. От 2010 година е директор на Изследователски център „Франц Розенцвайг“ в Еврейския университет.